# Song for the DATE
《Song for the DATE》是日本女子偶像歌手真野惠里菜的第12張單曲，於2012年6月27日由hachama发售。

## 概要
- 此單曲有3個版本，分別是「初回生産限定盤A」、「初回生産限定盤B」和「CD ONLY」。「初回生産限定盤A」收錄了《Song for the DATE》的PV。
- 在7月9日於Oricon公信榜單曲週榜取得第7位。[1]

## 收錄内容

### CD
1. Song for the DATE
（作詞・作曲：MIKOTO 編曲：河合英嗣）
2. 正在微笑的藍天（青空が笑ってる）
（作詞：三浦德子 作曲：はたけ 編曲：河合英嗣）
3. Song for the DATE (Instrumental)

### DVD（初回生産限定盤A）
1. Song for the DATE【sideB】

## 外部連結
- 真野惠里菜《Song for the Date》特設網站（日語）
- 早安家族官方網站（日語）
- UP-FRONT WORKS（日語）
- YouTube上的真野惠里菜「Song for the DATE」(MV)（日語）